# Skarphéðinn Guðmundsson
Skarphéðinn Guðmundsson (* 7. April 1930 in Siglufjörður; † 20. Januar 2003 in Hafnarfjörður) war ein isländischer Skispringer.

## Werdegang
Skarphéðinn wurde als drittes von vier Kindern des Guðmundur Skarphéðinsson und seiner Ehefrau Ebba Guðrún Brynhildur Flóventsdóttir im nordisländischen Siglufjörður geboren. Zwischen 1948 und 1964 nahm er an den isländischen Meisterschaften im Skispringen teil. In den Jahren 1953, 1958, 1960 und 1962 konnte das Mitglied des Skíðafélag Siglufjarðar den nationalen Meistertitel gewinnen. Er nahm an den Olympischen Winterspielen 1960 in Squaw Valley als dritter isländischer Skispringer nach Jónas Þórarinn Ásgeirsson (1948) und Ari Friðbjörn Guðmundsson (1952) teil; mit zwei Sprüngen auf jeweils 64 m landete er von der Normalschanze mit 155,7 Punkten auf dem 43. Platz unter 45 Teilnehmern.
Skarphéðinn arbeitete seit 1950 bei einem Kreditinstitut und war aktiver Sozialdemokrat. Im Mai 1993 erkrankte er plötzlich, sodass er in den Ruhestand eintreten musste. Skarphéðinn starb im Alter von 72 Jahren im Altenheim Hrafnista im südwestisländischen Hafnarfjörður. Er war seit 1951 mit Esther Önnu Jóhannsdóttir verheiratet und hatte mit ihr sieben Kinder.

## Erfolge
- Isländischer Meister im Skispringen: 1953, 1958, 1960, 1962